# Hermann von Fehling
Hermann von Fehling (Lübeck, 9 de junho de 1812 — Estugarda, 1 de julho de 1885) foi um químico alemão.
Conhecido por desenvolver a Solução de Fehling usada para, além de outras coisas, diferenciar açúcares (carboidratos).
Com a intenção de se formar em farmácia, entrou na Universidade de Heidelberg por volta de 1835, e após se graduar foi para Gießen como auxiliar de Justus von Liebig, com quem elucidou a composição dos paraldeídos e metaldeídos.
Em 1839, com a recomendação de Leibig, foi apontado para ocupar a cadeira de química na Politécnica de Stuttgart. Seu trabalho lá, inicialmente, incluiu uma investigação do ácido succínico e da preparação do Cianeto de Fenil (atualmente conhecido como benzonitrila, uma nitrila simples do grupo dos anéis aromáticos).
Dentre os métodos químicos por ele elaborados, o mais conhecido é a solução de Fehling, que consiste em uma solução se sulfato cúprico misturado alcalinos e tartarato de sódio e potássio (conhecido como sal de Rochelle). Ele também contribuiu para o Handwörterbuch de Liebig, Wöhler e Poggendorff e contribuiu para a criação de livros de textos de química para Thomas Graham e Friedrich Julius Otto, e por muitos anos foi membro do comitê de revisão da Farmacopéia Alemã (ou Pharmacopoeia Germanica), morrendo anos após em Estugarda.